# Яковлев, Александр Александрович (архитектор)
Александр Александрович Яковлев (старший) (23 января 1879, Санкт-Петербург — 4 октября 1951, Горький) — русский и советский архитектор, ученик Александра Померанцева, последователь эклектического «русского стиля» в архитектуре Петербурга — Петрограда последних дореволюционных десятилетий, позднее — крупный мастер нижегородского постконструктивизма.

## Биография
В 1903 году окончил архитектурное отделение Высшего художественного училища при Академии художеств в Санкт-Петербурге; ученик Александра Померанцева. После окончания учёбы отбывал в течение года воинскую повинность.
С 1904 по 1912 год работал в Софии как помощник Померанцева над строительством храма-памятника Александра Невского.
В 1912 году получил заказ на постройку пятиэтажного приюта для детей в Петербурге. В годы Первой мировой войны работал в Артиллерийском ведомстве архитектором на Охтинском заводе взрывчатых веществ.
В 1917—1920 годах работал на Кулебакском горном заводе, заведующим хозяйственно-строительным отделом. Спроектировал для завода рабочий посёлок и ряд хозяйственных построек.
В 1920 году перешёл на Выксунский завод4.
В 1924 году переехал в Нижний Новгород, где был нанят на должность заведующего техническо-строительного отдела при Губкоммунотделе. С апреля 1929 года исполнял обязанности технического директора треста «Нижкомстрой». 1 января 1932 года назначен главным архитектором горсовета города Горького, заместителем председателя городского экспертного совета и председателем бюро по архитектурно-художественному оформлению города.
С 1933 года является членом Союза архитекторов СССР.
Скончался 4 октября 1951 года. Похоронен на Бугровском кладбище (2 кв.).

## Работы

### В Софии
- Церковь при Российском посольстве
- Доходный дом и здание городского детского приюта

### В Санкт-Петербурге
- Бывшее здание приюта для детей-идиотов и эпилептиков Братства во имя Царицы Небесной с примыкающей часовней при домовой церкви иконы Божией Матери «Всех Скорбящих Радость» в неорусском стиле, завершённое А. А. Яковлевым в 1914—1915 годах, находится в Санкт-Петербурге на ул. Воскова, 1.
- Земледельческая колония на 200 воспитанников в Изварах (близ Гатчины): шесть корпусов-общежитий, здание школы с мастерскими, три завода — кирпичный, известковый и деревообделочный, церковь.

### В Нижнем Новгороде
По его проектам в Горьком построено большое количество жилых и общественных зданий и сооружений. В том числе:
- Чернопрудский «небоскрёб» (1927);
- памятник В. И. Ленину в Сормовском районе (1927)
- Здание школы им. 10-летия Октября на Верхне-Волжской набережной (НИИ травматологии и ортопедии) (1927—1928)
- жилой квартал на ул. Грузинской и Дзержинской (ныне Алексеевской) (1928);
- монумент героям и мученикам революции 1905 года на пл. Свободы (1930);
- Гостиница в Сормове (1933—1934)
- Жилой дом ГИИВТа на Трудовой улице (1933—1934)
- Комплекс жилых домов в квартале улиц Коминтерна — 50 лет Победы — Страж Революции — Гвардейцев (1937—1940)
- Станция «Родина» детской железной дороги
- Общежитие института инженеров водного транспорта с кинотеатром «Рекорд» (1934—1938);
- Жилой дом горьковского архитектора А. А. Яковлева (1936—1938)
- Жилой дом на Ошарской улице (1935—1941)
- Жилые дома № 14, 15, 17 по Верхне-Волжской набережной (1935—1941)
- Здание школы советского строительства по проспекту Гагарина, 10 (1935—1941)
- Жилой дом завода им. М. А. Воробьёва на улице Октябрьской революции (1935—1941)
- Чкаловская лестница (1943—1948, соавторы Л. В. Руднев, В. О. Мунц)

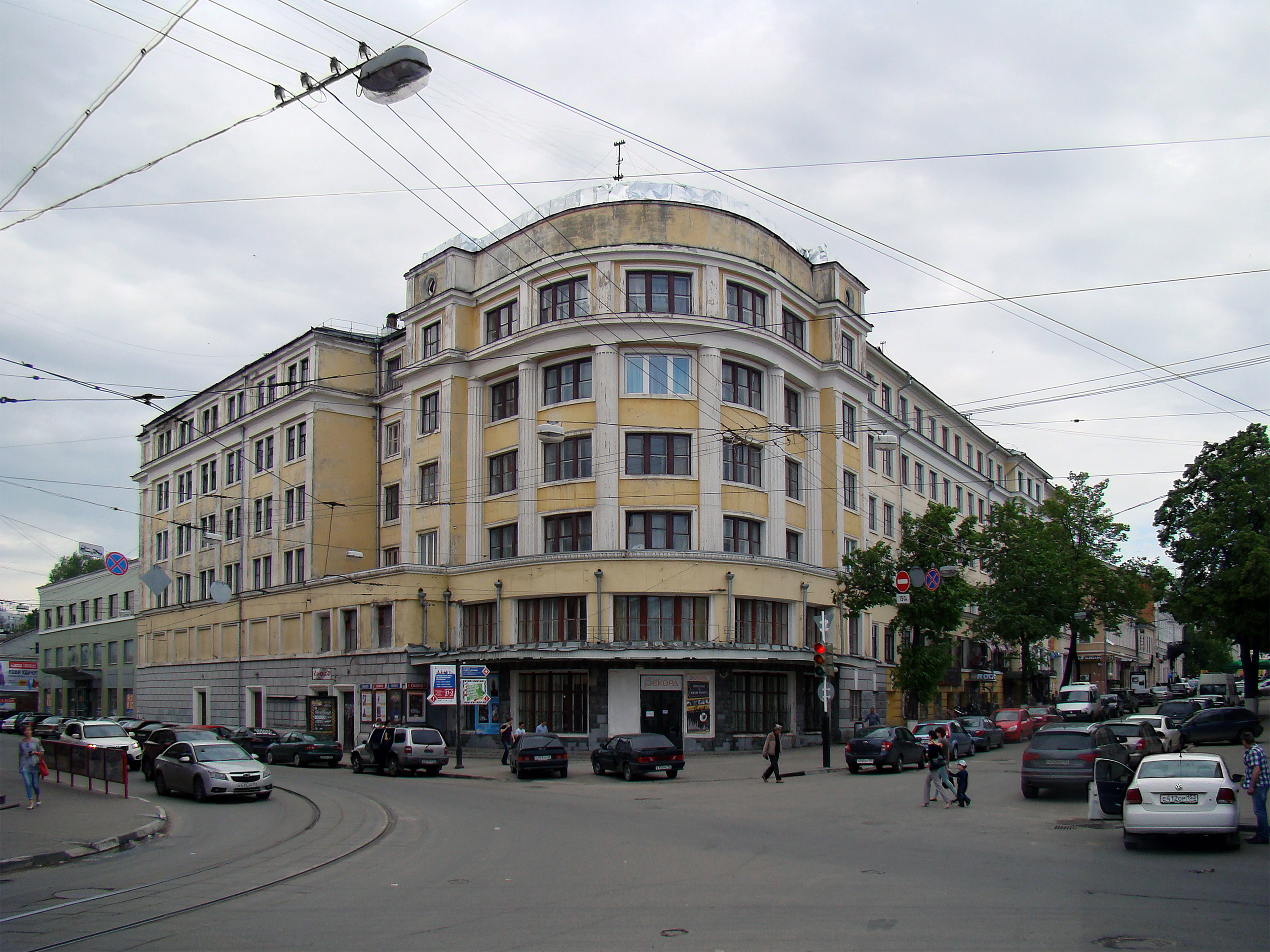
Дом студента с кинотеатром «Рекорд» (ул. Пискунова, 11)
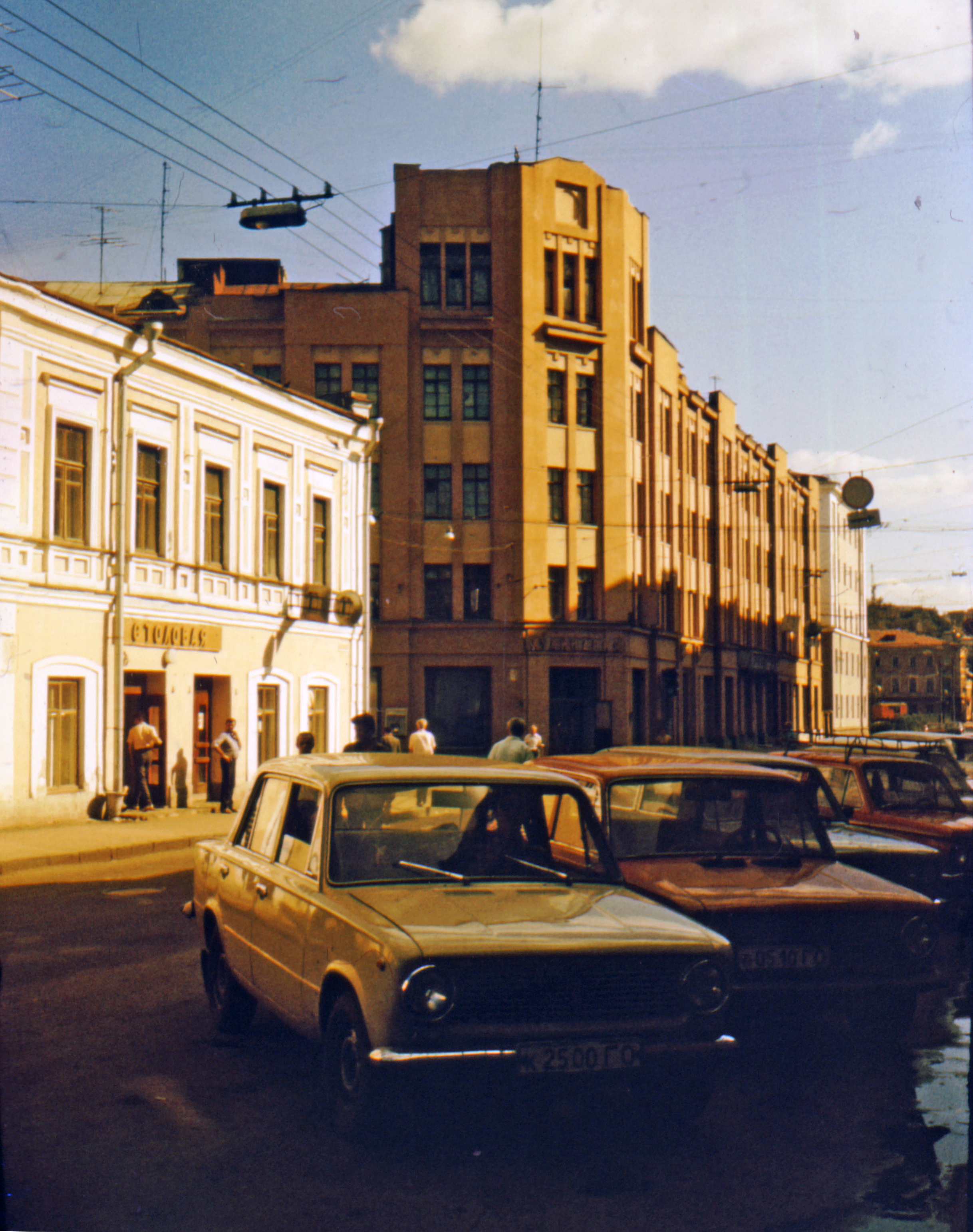
Чернопрудский «небоскрёб» (улица Пискунова, 15/8)
Памятник героям и жертвам революции 1905 года
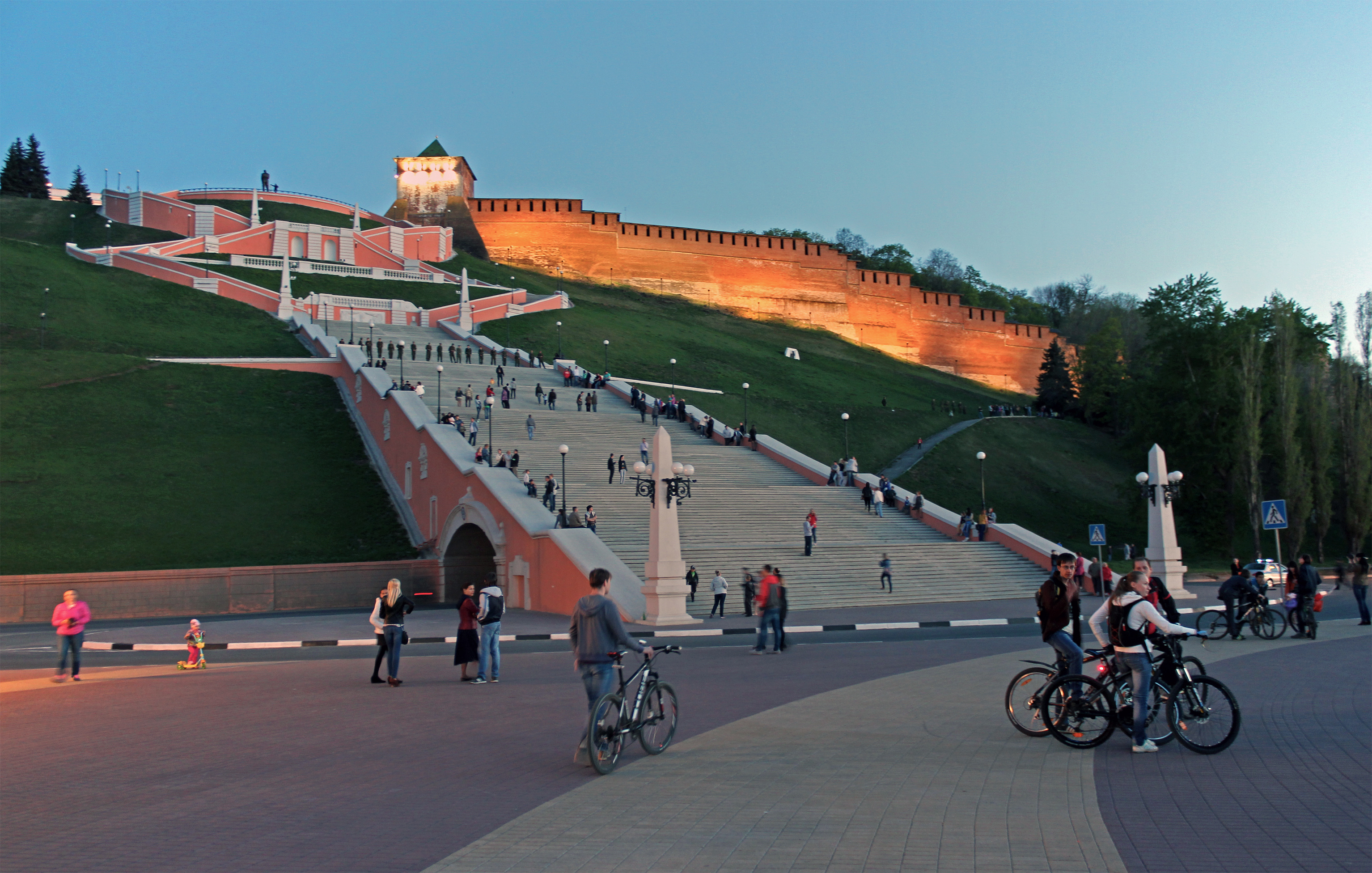
Чкаловская лестница